# Heterorachis prouti
Heterorachis prouti är en fjärilsart som beskrevs av George Thomas Bethune-Baker 1913. Heterorachis prouti ingår i släktet Heterorachis och familjen mätare. Inga underarter finns listade i Catalogue of Life.